# 中央隧道

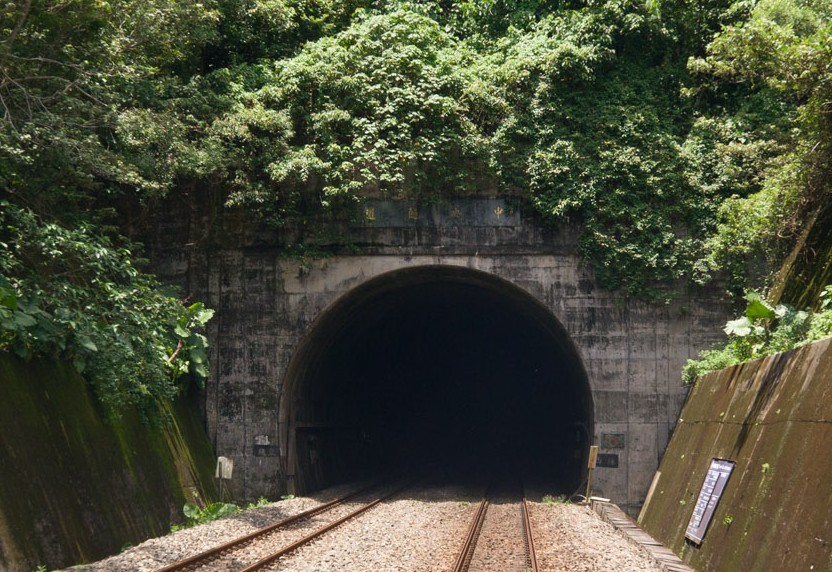
沿著軌道向中央隧道東口看去

中央隧道，臺灣的鐵路隧道，隸屬於臺灣鐵路管理局，位於南迴線中央號誌至菩安號誌（已廢站）間，因貫穿中央山脈尾段的茶留凡山而得名，為連接臺灣西部與東部之間重要的鐵路隧道。

## 地理
在地理位置上，中央隧道的西口是屬屏東縣獅子鄉，在此設有中央號誌站，進入隧道後，先以千分之二的坡度緩慢上升，隧道內完全以直線通過茶留凡山，當上升至全線最高點（海拔175公尺），之後再以千分之八的坡度緩慢往東口下降，抵達東口時就已經身處在臺東縣達仁鄉，離開隧道後不遠處有座廢棄之菩安號誌站。

## 歷史
自1984年3月15日開工，由南迴鐵路工程處辦理，行政院國軍退除役官兵輔導委員會榮民工程事業管理處承包興建，初期採用底設導坑工法施工，後因地質不良，改採新奧工法（NATM）施工，1991年8月9日完工，全長共8,070公尺。開通之初，中央隧道曾是全臺灣最長的鐵路隧道，後來被北迴線新觀音隧道所取代，現為第二長的紀錄。隧道內設有一斜坑及兩個通風豎井。
中央隧道原被規劃為單線隧道，但因考慮到行車密度提高時可能造成瓶頸，因而將中央號誌站至古莊號誌站長達16.9公里的路段變更為雙線區間，使得該區間內中央隧道成為雙線隧道，並採用電氣化淨空標準設計，電氣化工程已於2020年12月23日完工通車。

## 外部連結
- 三、南迴鐵路(69.7.1~73.12) - 榮工人園地（繁體中文）